# Shareef Kayouf
Shareef Kayouf (in ebraico שריף כיוף‎?; Isfiya, 25 giugno 2001) è un calciatore israeliano, portiere del Maccabi Haifa.

## Carriera

### Club
Keouf è cresciuto nel settore giovanile del Maccabi Haifa, con cui ha firmato il suo primo contratto professionistico nel giugno del 2019. Nei successivi due anni e mezzo ha giocato in prestito in seconda divisione con Hapoel Kfar Shalem, e Hapoel Afula., per poi tornare al Maccabi nel gennaio del 2023.
Ha debuttato in prima squadra il 27 settembre 2023 nell'incontro di Ligat ha'Al pareggiato 1-1 contro il Bnei Sakhnin.

### Nazionale
Ha giocato con la nazionale israeliana Under-16, Under-17, Under-18, Under-19 e Under-21. Il 14 giugno 2023 è stato convocato per l'Europeo Under-21.

## Statistiche
aggiornato al 7 marzo 2024
| Stagione        | Squadra            | Campionato      | Campionato | Campionato | Coppe nazionali | Coppe nazionali | Coppe nazionali | Coppe continentali | Coppe continentali | Coppe continentali | Altre coppe | Altre coppe | Altre coppe | Totale | Totale | Totale |
| Stagione        | Squadra            | Comp            | Pres       | Reti       | Comp            | Pres            | Reti            | Comp               | Pres               | Reti               | Comp        | Pres        | Reti        | Pres   | Reti   |        |
| --------------- | ------------------ | --------------- | ---------- | ---------- | --------------- | --------------- | --------------- | ------------------ | ------------------ | ------------------ | ----------- | ----------- | ----------- | ------ | ------ | ------ |
| 2020-2021       | Hapoel Kfar Shalem | LL              | 21         | -36        | CI+TC           | 2+0             | -1,0            |                    | -                  | -                  |             | -           | -           | 23     | -37    |        |
| 2021-2022       | Hapoel Afula       | LL              | 25         | -37        | CI+TC           | 1+0             | -2,0            |                    | -                  | -                  |             | -           | -           | 26     | -39    |        |
| 2022-2023       | Hapoel Afula       | LL              | 19         | -20        | CI+TC           | 3+0             | 0               |                    | -                  | -                  |             | -           | -           | 22     | -20    |        |
| 2023-2024       | Maccabi Haifa      | LHA             | 22         | -12        | CI+TC           | 1+2             | 0               | UCL+UEL+UECL       | 0+5+3              | 0,-6,-5            |             | -           | -           | 33     | -23    |        |
| Totale carriera | Totale carriera    | Totale carriera | 87         | -105       |                 | 9               | -3              |                    | 8                  | -11                |             | -           | -           | 104    | -119   |        |